# Vladimir Nemtanu
Pour les articles homonymes, voir Nemtanu.
Vladimir Nemțeanu est un violoniste né à Bucarest et exerçant en France. 
Premier prix de violon au conservatoire de Bucarest (classe de Ștefan Gheorghiu), il est également lauréat des concours internationaux Tibor Varga et Paganini. Il est depuis 1979 premier violon super soliste de l'orchestre national Bordeaux Aquitaine et se produit également en soliste et en formation de musique de chambre. 
Chargé de la classe professionnelle du conservatoire de Bordeaux, il enseigne au Conservatoire national supérieur de musique et de danse de Lyon depuis 2004. Il est membre du jury du Concours international de quatuors à cordes de Bordeaux. 
Ses filles Sarah Nemtanu et Deborah Nemtanu sont également violonistes. Sarah Nemtanu déclare  sur France Musique que son père a été expulsé de Roumanie par Nicolae Ceaușescu en raison de ses origines juives, qu'il a passé un an à Tel Aviv-Jaffa avant de trouver son poste de premier violon à Bordeaux. Son expulsion a eu lieu dans le cadre de l'Exportation de juifs roumains de 1958 à 1989.  